# Proasellus ortizi
Proasellus ortizi és una espècie de crustaci isòpode pertanyent a la família dels asèl·lids.

## Hàbitat
Viu a l'aigua dolça.

## Distribució geogràfica
Es troba a Europa: les províncies de Burgos i Cantabria (Espanya).